# Pterodontia ezoensis
Pterodontia ezoensis är en tvåvingeart som beskrevs av Ouchi 1942. Pterodontia ezoensis ingår i släktet Pterodontia och familjen kulflugor. Inga underarter finns listade i Catalogue of Life.